# فور لنس (كورنوال)
فور لنس (بالإنجليزية: Four Lanes)‏ هي قرية تقع في المملكة المتحدة في كورنوال.